# Hugues Lannoy
Hugues Lannoy, né le 1er juillet 1972, est un homme politique belge, membre de DéFI. Il fut, du 8 mars 2015 au 26 octobre 2016, président régional pour la Wallonie de DéFI, un parti politique belge. 
Consultant indépendant en informatique, il s'est présenté pour la première fois comme tête de liste liégeoise du parti pour la Chambre des représentants aux élections législatives fédérales belges de 2014. Ses 2 668 voix de préférence ne lui permettent cependant pas d'être élu, le parti n'obtenant aucun siège dans cette circonscription.
Le 8 mars 2015, il est élu au second tour à la présidence wallonne des FDF, face à Isabelle Noël (secrétaire de la Fédération provinciale FDF du Hainaut), tandis qu'Olivier Maingain reste à la tête du parti pour son septième mandat consécutif.
Le 11 septembre 2016, il est absent au congrès de rentrée de son parti, la direction de DéFI lui reproche « des prises de position parfois caricaturales, éloignées de la ligne du parti » à la suite de prises de position sur Twitter à l’occasion de la fermeture de Caterpillar.
Le 26 octobre 2016, les membres du Conseil général de DéFI mettent fin à ses fonctions et consacrent Jonathan Martin pour exercer la fonction de vice-président exécutif du parti,. 